# Mini-Wakfu Mag
Pour les articles homonymes, voir Wakfu.
Mini-Wakfu Mag, l'animé-comics de la série télé est un magazine bimestriel de la société Ankama Presse créé en 2010 et arrêté l'année suivante, avec un total de 16 numéros et deux hors-séries.
Il vise les enfants âgés de sept à quatorze ans, et propose des bandes dessinées, dont une adaptation de la série animée Wakfu, et des actualités sur l'univers du Krosmoz.